# صالح اوزچان
صالح اوزچان (ترکی استانبولی: Salih Özcan؛ زادهٔ ۱۱ ژانویهٔ ۱۹۹۸) بازیکن فوتبال اهل ترکیه است که در پست هافبک برای باشگاه بروسیا دورتموند در بوندس‌لیگا و تیم ملی ترکیه بازی می‌کند.